# دفاع در عمق
دفاع در عمق(دفاع عمیق، انعطاف‌پذیر یا کشسان) یک استراتژی نظامی است که به جای ممانعت از پیشروی مهاجم، سعی در به تأخیر انداختن آن، خریدن زمان و تحمیل تلفات بیشتر با تسلیم کردن فضا به مهاجم دارد. دفاع در عمق بجای سعی در شکست دادنِ دشمن با یک خط دفاعی قدرتمند، بیشتر بر کش دادن تهاجم دشمن با طولانی‌تر کردن زمان عملیات یا تسلیم زمین به آن‌ها برای پخش کردن آن در فضایی گسترده‌تر جهت کاهش دادن سرعت اولیه دشمن تکیه دارد. مدافع همچنین می‌تواند اراضی با ظرفیت تدافعی کمتر خود را به دشمن تسلیم نماید تا توان تدارکات دشمن را تحت فشار قرار داده یا نیروی مهاجم دارای برتری عددی را در قلمرو وسیع تری پراکنده‌سازد. هنگامی که مهاجم تحرک خود را از دست داد یا وادار به پراکنده کردن نیروهایش برای پاک‌سازی ناحیهٔ گسترده‌ای شد، آن گاه ضدحملات مدافعان علیه نقاط ضعف دشمن با هدف فرسودن توان وی یا راندن او به مواضع سابقش انجام می‌گیرد.

## راهبرد
راهبرد سنتی تدافعی تمامی منابع نظامی خود را در یک خط مقدم متمرکز می‌کند؛ اگر دشمن قصد داشته باشد که در این خط مقدم شکاف ایجاد کند، این راهبرد می‌تواند خطر دور زده شدنِ مدافعانِ باقی مانده و محاصره آنان را در پی داشته باشد و خطوط تدارکات، ارتباطات و فرماندهی را آسیب‌پذیر نماید.
دفاع در عمق مستلزم این است که مدافع منابع خود شامل استحکامات، تأسیسات صحرایی و واحدهای نظامی را به خوبی در خط مقدم و همچنین پشت آن توزیع کند. با این حال که ممکن است مهاجمان رخنه به خط مقدمِ کم حفاظت شده را کاری آسان بیابند اما با پیشروی هر چه بیشتر، با مقاومت سخت تری روبرو خواهند شد. هر چه مهاجم در عمق خطوط دفاعی پیش می‌رود، جناحین آن آسیب‌پذیر می‌شود و باید پیشروی را متوقف سازد چرا که خطر محاصره و قیچی شدن آن‌ها را تهدید می‌کند.
استراتژی دفاع در عمق به شکل ویژه‌ای در برابر مهاجمانی که قادر به متمرکز کردن نیروهایشان و حمله به مواضعی معدود می‌باشند، مناسب و مؤثر است.
مدافعانی که قادر به عقب‌نشینی متوالی به یک مجموعه ای مواضع از پیش آماده شده می‌باشند، می‌توانند خسارت سنگینی به دشمنِ در حالِ پیشرویِ خود بزنند و در حالی که از خطر در محاصره قرار گرفتن اجتناب کنند. به تأخیر انداختن پیشروی دشمن، مزیت غافلگیری را از دشمن سلب کرده و به واحدهای نظامی مدافع برای جایگیری و آماده‌سازی ضدحمله زمان کافی می‌دهد.
یک راهبرد دفاع در عمقِ مناسب نیروها را در مواضعی با پشتیبانی متقابل و نقش‌هایی مناسب برای هرکدام آرایش می‌دهد. برای مثال نیروهای فاقد آموزش کافی ممکن است در مواضع تدافعی ایستا در خط مقدم جبهه قرار گیرند در حالی که نیرهایی آموزش دیده و مجهزتر ذخیره‌های متحرکی تشکیل دهند. لایه‌های گوناگون دفاعی می‌توانند در برابر اهداف مختلف، از فناوری‌های مختلفی استفاده کنند؛ برای مثال استحکامات دندان اژدها می‌توانند برای تانک‌ها دردسر ایجاد کنند در حالی که به آسانی توسط پیاده‌نظام دور زده می‌شوند؛ درحالیکه سیم خاردار اثری کاملاً معکوس دارد. دفاع در عمق ممکن است به مدافع اجازه دهد از مزایای تدافعی عوارض جغرافیایی حداکثر بهره را ببرد.
از معایب دفاع در عمق این است که ممکن است برای یک مدافع، تسلیم نمودن زمین به دشمن کاری غیرقابل قبول باشد. چرا که امکان دارد برخی از منابع حیاتی اقتصادی یا نظامی در نزدیکی خط مقدم جبهه قرار داشته باشد یا اینکه تسلیم زمین به دشمن به علل سیاسی یا فرهنگی کاری غیرقابل پذیرش است. افزون بر این عقب‌نشینی پیوسته که از ضروریات دفاع در عمق است، خود مستلزم دارا بودن توان بالایی از تحرک است تا عقب‌نشینی به گونه ای موفقیت‌آمیز انجام گیرد. دیگر اینکه احتمال دارد روحیهٔ مدافع بر اثر عقب‌نشینی تضعیف گردد.

## نمونه‌ها
از قدیمی‌ترین موارد این راهبرد را می‌توان در نبرد کانای در ۲۱۶ سال قبل از میلاد مسیح جستجو کرد؛ زمانی که هانیبال این راهبرد را با هدف محاصره و نابود کردن هشت لژیون روم انجام داد. البته این مسئله مورد اختلاف برخی تاریخ نگاران است.
ادوارد لوتوارک از این واژه برای توصیف نظریهٔ استراتژی دفاعی ای که توسط ارتش متأخر روم در قرون سوم و چهارم پس از میلاد مورد استفاده قرار گرفت، بهره گرفته‌است.
از دیگر موارد متأخر دفاع در عمق شاید تپه‌قلعه و قلعه هم‌مرکز باشد. در این موارد لایه‌های درونیِ دفاع می‌توانند لایه‌های بیرونی را با پرتابه‌ها (نظیر منجنیق) پشتیبانی کنند و مهاجم باید هر یک از این خطوط دفاعی را بشکند که البته به قیمت تلفات سنگین است و مدافعان این امتیاز را دارند که عقب نشسته و دوباره وارد جنگ شوند. در سطح استراتژیک نیز، دفاع در عمق توسط ارتش بیزانس مورد استفاده قرار گرفته بود.
از مثال‌های معاصر این استراتژی نیز می‌توان به خطوط چندگانهٔ سنگرها در جنگ اول جهانی و نیز در طول نبرد نرماندی که نیروهای آلمانی با استفاده از بوکاژ منطقه، سیلاب‌های زمین و آرایش استراتژیک مدافعان، یک سری خطوط دفاعی برای کاستن از سرعت حملهٔ متفقین به امید فرارسیدن نیروهای تقویتی ایجاد نمودند.
اما در عصر حاضر بهترین مثال برای یک دفاع در عمقِ موفق را باید در نبرد کورسک جست. در طول نبرد، ارتش سرخ از روی عمد آلمان‌ها را به خطوط دفاعی چندگانه ای که به نحو احسن آماده شده بودند، کشاند و سپس ضد حملات سنگینی هم علیه ارتش نهم در شمال و هم علیه ارتش چهارم زرهی در جنوب اجرا نمود. حملهٔ اولیهٔ آلمان هیچگاه به‌طور کامل در خطوط ارتش سرخ رسوخ ننمود؛ در عوض ضدحملات ارتش سرخ خط مقدم جبههٔ خود را صدها مایل به سوی غرب گسترش داد.